# Râul Baboia

### Râul Baboia
Baboia este un râu ce se află pe teritoriul statului European România. Acesta pornește din Platforma Strehaia, o subdiviziune a Podișul Getic, la granița dintre Județul Mehedinți cu Județul Dolj - pe care îl traversează de la NV spre SE. Acesta prezintă o lungime de aproximativ 80km, rezultă că nu este cu adevărat un râu si decât un afluent al Râului Desnățui(115km) ce se varsă in Lacul Bistreț conectat la Dunăre. In apropierea acestui pârâu se află si câteva sate din Județuli Dolj cum ar fii: Verbița, Orodel, Vârtop, Caraula, Galicea Mare, Cioroiu Nou, Siliștea Crucii, Afumați. 
Acțiuni de igienizare apar în fiecare an la sfarșitul anotimpului rece în zona podurilor din localitățile: Izvoare, Galicea Mare, Galiciuica, Cioroi, Siliștea Crucii, Afumați și Bârca, conform A.B.A. Jiu. „Această acțiune de întreținere și igienizare a albiilor de râu și a lucrărilor hidrotehnice se realizează periodic de către angajații A.B.A Jiu, în toate județele administrate. Imediat ce timpul permite intervenția, dupa fiecare iarnă, colegii din SGA-uri acționează în funcție de necesitate: fie defrișare manuală, fie deblocare poduri și podețe, curățare a digurilor atât de material lemnos, cât și de vegetație”, a declarat Marin Talău, directorul Administrației Bazinale de Apă Jiu.